# جزيرة الصليب
جزيرة الصليب (بالفرنسية: la croix)‏ هي جزيرة تقع غرب شاطئ سطورة في شاطئ مدينة سكيكدة شمال شرق الجزائر قبالة شاطئ اللسعة (le pique) تبلغ مساحتها حوالي 2 كلم2 .

## سبب التسمية
سميت بهذا الاسم أثناء الإحتلال الفرنسي للجزائر بسبب نصب صليب عملاق عليها بجانب المنارة التي لاتزال موجودة أعلاها لإرشاد السفن العابرة

## الحياة البحرية
شوهدت على جنبات الجزيرة الفقمة والسلطعون والأخطبوط وعدة أنواع من الأسماك إلى جانب الدلافين التي تستوطن البحر المتوسط.